# Rád
Rád község Pest vármegyében, a Váci járásban.

## Fekvése
Vác és Penc között fekszik, Váctól 9 kilométerre keletre. Főutcája a 2106-os út, délkeleti falurészébe a 21 118-as számú mellékút vezet.
A községen áthaladó helyközi autóbuszjáratok: 312, 334, 335, 336, 337, 338. Vasútvonal nem érinti a települést, a legközelebbi vasúti csatlakozási lehetőséget a több vasútvonal által is érintett váci állomás kínálja.

## Története
A falu a 10. század végétől lakott település, nevét az I. István feleségével, Gizellával Magyarországra jött bajor lovagok egyike, Wassenburgi Vencellin fiáról, Rádról kapta.
1264-ben Rádi Simon V. István „ifjabb király” Hatvanban székelő alnádorának, a Szolnok nemzetségből származó Gothardnak volt kiküldötte Zagyvaszántón. A falu az évszázadok során sokszor cserélt gazdát: 1294 körül a Kinizsi nemzetségbeli Kinizsi család tagjainak birtoka volt. 1294-ben III. András király a felvidékről hazatérve itt adott ki két oklevelet [Acsai] György comes fia Berend mester nógrádi ispánnak és a rokon Csuda (Chyda) comes fia Miklós részére.
1300-ban a kiadott oklevelek ellen perrel léptek fel Kinizsi Jula és János comes fiával, Tamással és Váci Wydus fiaival. Az országbíró előtt Widus fiai és a Kinizsiek 29 M-ért átengedték Rádot Benedeknek és a Csuda fiaknak. Az oklevelet később 1419-ben a Bodonyi Csuda család íratta át. Később Rád tulajdonosai között találjuk a Zách és a Vay családokat, az 1700-as években a Muslay családot, végül pedig a második világháború végéig a Toperczer családot.
A falu nevezetességei között találjuk a Muslay-kastélyt, a Toperczer-kúriát és a római katolikus templomot. 1946-ig közigazgatásilag Nógrád vármegye Nógrádi járásához tartozott.
A községet a Vácot Acsával összekötő közúton érhetjük el, a Cserhát hegység délnyugati lábánál fekszik. A határában lévő Koporsó-hegyen avar kori sírokat találtak, a Kishegyen 10-11. századi temetőt tártak fel. Egykori földesura, Corvin János a birtokot – Mátyás király természetes fiaként – adományként kapta. Corvin Jánost Ráskay Balázs követte, majd a Csuda család vált ki a földesurak sorából azzal, hogy 1595-ben áttért a református vallásra. Ez a tény új arculatot adott a településnek, mivel a jobbágyok kötelesek voltak földesuruk hitét követni. A falu a 18. század első felében a Vay család birtoka. II. Rákóczi Ferenc emigrációba vonult hívének, a kuruc Vay Ádámnak hasonnevű fia áttért a katolikus vallásra, ezzel ismét változott a falu élete.

## Közélete

### Polgármesterei
- 1990–1994: Máté István (KDNP)[3]
- 1994–1998: Kosztyán Kálmán (MSZP)[4]
- 1998–2002: Kosztyán Kálmán (független)[5]
- 2002–2006: Kosztyán Kálmán (független)[6]
- 2006–2010: Kosztyán Kálmán (független)[7]
- 2010–2014: Lieszkovszki Gábor (független)[8]
- 2014–2019: Lieszkovszki Gábor (független)[9]
- 2019–2024: Lieszkovszki Gábor (Fidesz-KDNP)[10]
- 2024– : Lieszkovszki Gábor (Fidesz-KDNP)[1]

## Népesség
A település népességének változása:
| Lakosok száma | 1944 | 1978 | 1973 | 1987 | 1954 | 1975 | 2020 |
|               | 2013 | 2014 | 2018 | 2021 | 2022 | 2023 | 2024 |

A 2011-es népszámlálás során a lakosok 82,1%-a magyarnak, 1,2% cigánynak, 0,6% szlováknak, 0,4% románnak, 0,2% németnek mondta magát (17,9% nem nyilatkozott; a kettős identitások miatt a végösszeg nagyobb lehet 100%-nál). A vallási megoszlás a következő volt: római katolikus 48,9%, evangélikus 11%, református 4,1%, görögkatolikus 0,3%, felekezeten kívüli 6,8% (26,7% nem nyilatkozott).
2022-ben a lakosság 93,6%-a vallotta magát magyarnak, 0,7% cigánynak, 0,6% németnek, 0,4% szlováknak, 0,1-0,1% görögnek, örménynek, bolgárnak, ruszinnak és szlovénnek, 3,6% egyéb, nem hazai nemzetiségűnek (6,3% nem nyilatkozott; a kettős identitások miatt a végösszeg nagyobb lehet 100%-nál). Vallásuk szerint 42,2% volt római katolikus, 8,4% evangélikus, 4,5% református, 0,3% görög katolikus, 0,1% izraelita, 2,6% egyéb keresztény, 1,7% egyéb katolikus, 8,6% felekezeten kívüli (31,5% nem válaszolt).

## Nevezetességei
Vác felől érkezve a falu elején, kis magaslaton találjuk a Szűz Mária születése tiszteletére szentelt római katolikus templomot. 1767-ben építette Muslay Gábor. A copf stílusú egyhajós, homlokzat előtti toronnyal épült templomot tíz évvel később fia fejezte be. Az alapító emlékét dombormű és sírfelirat őrzi a hajó bal oldalán. Dunaiszky Lőrinc alkotása 1827-ből.
A templommal szemben áll a három épületből U alakot formáló Muslay-kastély. A főépület és a saroképületek manzárdtetősek, díszítésük copf stílusú. A templom mellett van a Muslay-Toperczer-kúria, amely a 20. század elején épült. A földszinten, a téglalap alaprajzú épületben ma könyvtár működik. A Kishegy nyúlványán található az 1911-ben épült evangélikus templom.
A falu Penc felőli végén 19. század közepéről való, a Muslay-tisztilak látható.
Évente ismétlődő esemény a falufarsang, a Szent István-emlékünnep és a Kisasszony-napi búcsú.
A falu környéke igen alkalmas kirándulóhely, gyalog vagy kerékpárral túrázóknak.

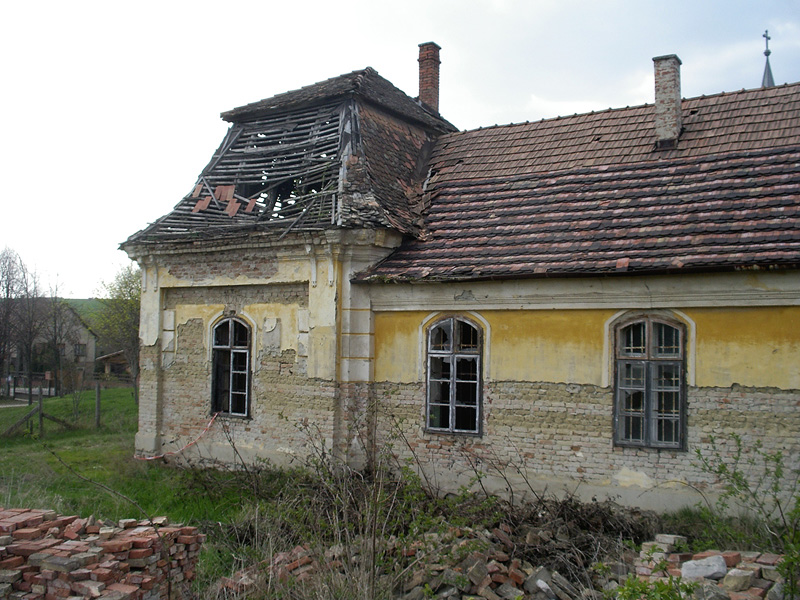
A rádi Muslay-kastély egy részlete 2007-ben, az értékes barokk tetőszerkezettel

- Római katolikus templom, amelyet Szűz Mária születésének tiszteletére szenteltek. 1767-ben Muslay Gábor építette.
- Evangélikus templom, amely a Kishegy nyúlványán található, 1911-ben épült.
- A Muslay-kastély[13] a templommal szemben áll, három épülete U alakot formál (Rákóczi utca 1.). Jelenleg teljesen romos, de a Windland-Fúvósvilág Alapítvány már tervezi a felújítását. A kastély az idők során többféle célt szolgált, többek között német és szovjet katonák szálláshelye is volt, majd iskola és óvoda működött benne, ezek minden kártékony hatását magán viseli.
- Muslay-tisztilak a falu Penc felőli végén, a 19. század közepéről való (Rákóczi utca 33.).
- Muslay-Toperczer-kúria a katolikus templom mellett található, amely a 20. század elején épült. A földszinten, a téglalap alaprajzú épületben ma könyvtár működik.

## Itt születtek
- Zászkaliczky Pál (Rád, 1905. december 20. – Fót, 1962. augusztus 6.) evangélikus lelkész, esperes
- Pantali Sándor (1959), rajz- és földrajztanár, festőművész

## Testvértelepülések
- Románia (Székelyföld): Csíkpálfalva, Csíkdelne, Csíkcsomortán A testvérközségi megállapodást 2000. augusztus 20-án kötötték meg a település vezetői Rádon.